# Katholieke Kerk in Israël
De Katholieke Kerk in Israël maakt deel uit van de wereldwijde Katholieke Kerk, onder het leiderschap van de paus en de Curie.
In Israël wonen circa 152.000 christenen. Dat is ongeveer twee procent van de Israëlische bevolking. De meerderheid hiervan, 80,4%, is Arabisch christen. Bij de stichting van de staat Israël in 1948 woonden er 34.000 christenen in het land.
De meeste Israëlische katholieken behoren tot de Melkitische Grieks-Katholieke Kerk, maar met name in het noorden van het land is de Maronitische Kerk sterk vertegenwoordigd. De Latijnse Kerk in Israël, wordt geleid door de Latijns patriarch van Jeruzalem. Daarnaast zijn er nog een aantal geünieerde kerken vertegenwoordigd, waaronder de Syrisch-Katholieke Kerk, de Armeens-Katholieke Kerk, de Chaldeeuws-Katholieke Kerk en de Koptisch-Katholieke Kerk.

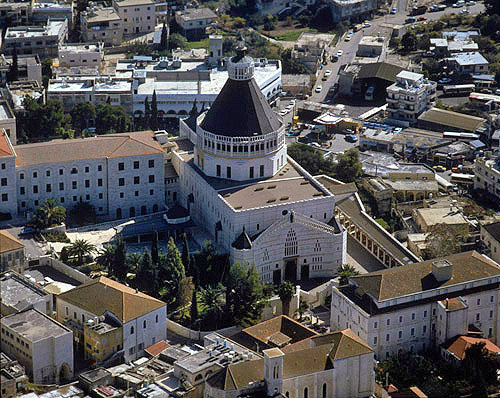
De Rooms-Katholieke Basiliek van de Aankondiging in Nazareth; het grootste christelijke kerkgebouw in het Midden-Oosten

In Israël zijn de volgende katholieke bisdommen te onderscheiden:
- Melkitische Grieks-Katholieke Kerk
  1. Patriarchaat van Jeruzalem van de Melkitische Grieks-Katholieke Kerk
  2. Aartseparchie Akko
- Maronitische Kerk
  1. Patriarchaal Exarchaat van Jeruzalem en Palestina
  2. Aartseparchie Haifa en het Heilige Land
- Latijnse Kerk
  1. Latijns patriarchaat van Jeruzalem
- Syrisch-Katholieke Kerk
  1. Patriarchaal Exarchaat van Jeruzalem
- Armeens-Katholieke Kerk
  1. Patriarchaal Exarchaat van Jeruzalem en Amman

Na de aanvang van de diplomatieke betrekkingen tussen Israël en de Heilige Stoel in 1993, werd Andrea Cordero Lanza di Montezemolo in 1994 de eerste pauselijke nuntius in het land. In 1997 werd door Israël en de Heilige Stoel een overeenkomst getekend waarmee de katholieke instellingen in het land juridisch gezien de status van rechtspersoon kregen.
Apostolisch nuntius voor Israël is sinds 3 juni 2021 aartsbisschop Adolfo Yllana, die tevens nuntius is voor Cyprus en apostolisch gedelegeerde voor Jeruzalem en Palestina.
Paus Paulus VI was in januari 1964 de eerste paus die het land bezocht sinds het uitroepen van de staat Israël in 1948. In maart 2000 bezocht paus Johannes Paulus II Israël. Paus Benedictus XVI bezocht Israël in mei 2009 en paus Franciscus in mei 2014.
Afghanistan · Armenië · Azerbeidzjan · Bahrein · Bangladesh · Bhutan · Brunei · Cambodja · China · Filipijnen · Georgië · India · Indonesië · Irak · Iran · Israël · Japan · Jemen · Jordanië · Kazachstan · Kirgizië · Koeweit · Laos · Libanon · Maldiven · Maleisië · Mongolië · Myanmar · Nepal · Noord-Korea · Oezbekistan · Oman · Oost-Timor · Pakistan · Qatar · Rusland · Saoedi-Arabië · Singapore · Sri Lanka · Syrië · Tadzjikistan · Thailand · Turkije · Turkmenistan · Verenigde Arabische Emiraten · Vietnam · Zuid-Korea
Overige gebieden: Hongkong · Macau